# Білоруська вулиця (Київ)
Білору́ська ву́лиця — вулиця в Шевченківському районі міста Києва, місцевість Лук'янівка. Пролягає від Лук'янівської площі до вулиці Деревлянської.
Прилучаються вулиці Дегтярівська і Митрофана Довнар-Запольського.

## Історія
Вулиця виникла в середині 40-х років XX століття як вулиця без назви. Спочатку в 1946 році тут уздовж колишнього русла річки Скоморох було прокладено трамвайну лінію маршруту № 4, у зв'язку з чим вона набула назву вулиця 4-го трамвайного маршрута. Сучасна назва — з 1955 року.

## Установи та заклади
- Дитяча поліклініка Шевченківського району № 4 (буд. № 11)
- Київська філія Львівського банківського інституту НБУ (буд. № 17)
- Інститут післядипломної освіти Київського національного університету технологій та дизайну (буд. № 22-24)
- Фаховий коледж мистецтв та дизайну Київського національного університету технологій та дизайну (ФКМД КНУТД) (буд. № 22-24)

## Пам'ятники та пам'ятні знаки
Біля перехрестя з Дегтярівською вулицею встановлено 
Пам'ятний знак робітникам і службовцям Київського ремонтно-експлуатаційного депо ім. В. І. Леніна, загиблим у Великій Вітчизняній війні.
Біля будинку № 3 встановлено вуличну скульптура, повна назва якої звучить так: «Черевики страхового агента, який зносив їх у пошуках клієнтів». Виготовлена на замовлення страхової компанії «Брокбізнес» та встановлена 11 березня 2011 року навпроти офісу компанії. Скульптура має вигляд величезних бронзових черевиків 92-го розміру, кожен черевик важить близько 90 кг. Довжина лівого черевика становить 69,5 см, правого — 69,8-70 см, причому правий черевик має вигляд більш виношеного. Авторами скульптури є київські митці Петро та Андрій Озюменки. Скульптура увійшла до книги рекордів України як найбільше взуття, яке можна приміряти.
На будинку № 22 розташований пам'ятний знак білорусам, загиблим за Україну.

## Зображення

Пам'ятний знак робітникам і службовцям Київського ремонтно-експлуатаційного депо ім. В. І. Леніна, загиблим у Великій Вітчизняній війні
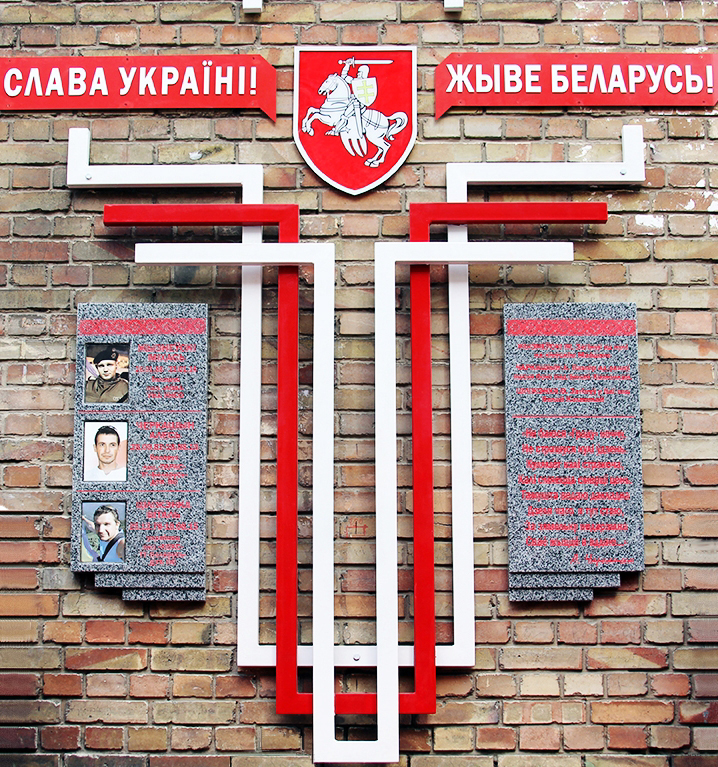
Пам'ятний знак білорусам, загиблим за Україну, буд. № 22